# Елово (Нередска планина)
 Тази статия е за бившето село в Гърция.  За селото в Северна Македония вижте Елово.  За селото в дем Суровичево вижте Лехово (дем Суровичево).
Елово или Елеово (на гръцки: Ελάτεια, Елатия) е бивше село в Република Гърция, на територията на дем Лерин (Флорина), област Западна Македония.

## География
Селото е било разположено на Которската (Белкаменската, Менската) река в Нередската планина, на 16 километра южно от демовия център Лерин.

## История

### Етимология
Името на селото е от ела.

### В Османската империя
Във втората половина на XV век селото е дервентджийско и попада в Леринска нахия. В XIX век Елово е арванитско село в Леринска каза на Османската империя. Подобно на намиращото е под него Бел камен е основано от албанци християни, преселници от Епир и на практика е махала на Бел камен. Според „Етнография на вилаетите Адрианопол, Монастир и Салоника“, издадена в Константинопол в 1878 година и отразяваща статистиката на населението от 1873 година, Елово е показано два пъти – веднъж като Елево (Elévo), село в Леринска каза с 50 домакинства и 135 жители българи и втори път като Елово (Elovo), село в Костурска каза с 40 домакинства и 130 жители албанци.
В 1900 година според Васил Кънчов („Македония. Етнография и статистика“) в Елово живеят 40 арнаути християни. Селото е чифлик и населението му постоянно се изселва към Лерин, Бел камен и Негован.
На Етнографската карта на Битолския вилает на Картографския институт в София от 1901 година Елово е чисто влашко село в Леринската каза на Битолския санджак с 30 къщи.
По данни на секретаря на Българската екзархия Димитър Мишев („La Macédoine et sa Population Chrétienne“) в 1905 година в Елово (Elovo) има 48 албанци.
При избухването на Балканска война в 1912 година един човек от Елово е доброволец в Македоно-одринското опълчение.

### В Гърция
През войната селото е окупирано от гръцки части и остава в Гърция след Междусъюзническата война. Боривое Милоевич пише в 1921 година („Южна Македония“), че Елово има 6 къщи арнаути християни. През Втората световна война селото пострадва от окупационните власти. След сражение между германски части и гръцка паравоенна чета селото е опожарено.
По време на Гражданската война селото е напуснато от жителите си, които се заселват в Бел камен.
Преброявания
- 1913 – 125 души
- 1920 – 52 души
- 1940 – 125 души

## Личности
Родени в Елово
- Димитър Касев (Касов, 1892 – 5 декември 1912), опълченец от Македоно-одринското опълчение, Костурска съединена чета[12][13]